# Château de Vanlay
Le château de Vanlay est un château situé à Vanlay, en France.

## Architecture
Le château fort eut très tôt un donjon de pierres, des fossés remparts et parmi ceux-ci il reste toujours des fossés et tours du XVIe.

## Localisation
Le château est situé sur la commune de Vanlay, dans le département français de l'Aube.

## Historique
Une première motte close de fossez et le closeau devant la dite motte contenant environs deux arpents est citée dès 1390 au lieu-dit Vaudrey. Il est très difficile de déterminer le lieu exact parmi les deux fiefs de Vaudrey. Un manoir a été construit par Gauthier de Dinnteville, capitaine de Bar-sur-Seine. 
En 1550, le château est cité assis au bois Bureau ou borbereau. Il consiste en une motte fermée de fossés murailles et pont-levis. et en 1829 sont cités les deux châteaux du marquis de Vanlay. 
L'édifice est inscrit au titre des monuments historiques en 1969.

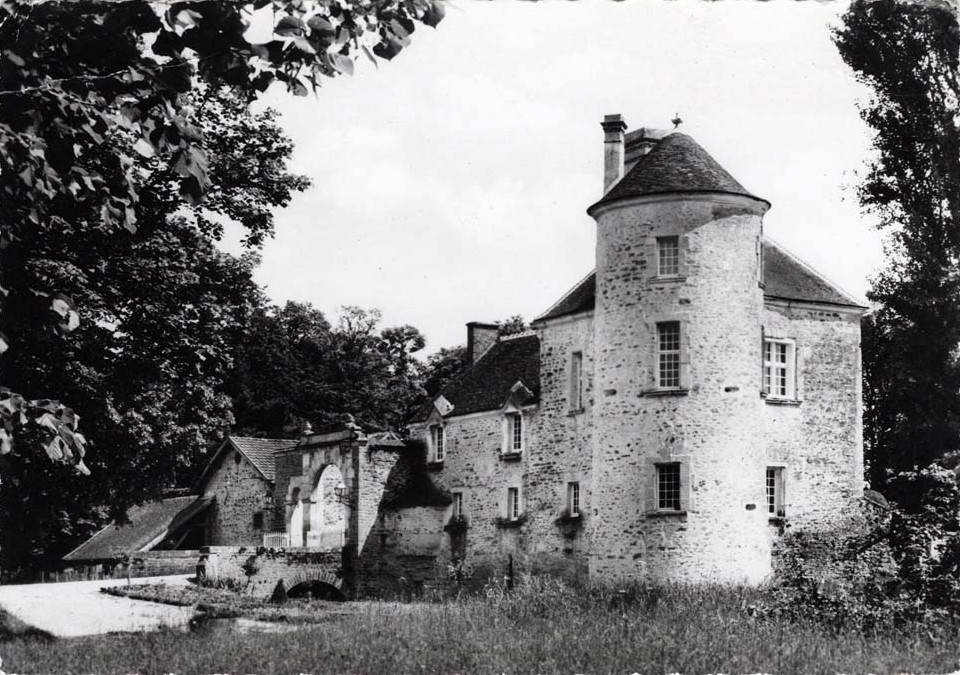
Début XXe siècle,
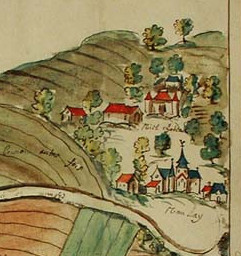
sur un ancien cadastre.